# Vestigingsadres
Een vestigingsadres is het adres waar een bedrijf of rechtspersoon is gevestigd. Dit kan in een eigen gebouw van het bedrijf zijn, of in het gebouw van een ander bedrijf. Dit laatste gebeurt bijvoorbeeld bij kleine bedrijven die geen eigen bedrijfspand hebben, zoals freelancers of webshopeigenaren. 
Er zijn secretariaatsbureaus waar een bedrijf een vestigingsadres kan nemen. Dit bureau zorgt er dan voor dan de post wordt doorgestuurd. 

## Nederland
Voor Nederlanders die in het buitenland wonen (bijvoorbeeld net over de grens in België of Duitsland) en in Nederland hun bedrijf voeren is een Nederlands vestigingsadres handig omdat ze zich zo kunnen inschrijven bij de Kamer van Koophandel.